# 江別市情報図書館
江別市情報図書館（えべつしじょうほうとしょかん）は、北海道江別市に所在する公立図書館。

## 概要

### 沿革
高度情報時代に対応した図書館になるように、図書館機能のほかに教育情報機能、教育研究機能を兼ね備えた総合的な学習拠点になるように市街地のほぼ中心で交通の便が良い場所で建設され、老若男女が気軽に足を運ぶ格好の学習の場として親しまれている。
市街地の国道12号に面していながら、木立ちに囲まれた広い敷地の中に建ち、ハーフミラーガラスと外壁煉瓦の鉄筋コンクリート造2階建。
分室は江別、大麻、豊幌小学校、江別太小学校に設置されている。

### 歴史
- 1984年12月 - 江別市街地自治会連合協議会などにより、同地区への市立図書館建設の陳情が出されたが、江別市立情報図書館が担う機能等総合的判断から野幌地区への建設が決定。
- 1989年8月 - 野幌末広町に江別市情報図書館としてオープンした。

## 取り組み
年間を通して様々な取り組みを行っており、ビデオ視聴室、コンピュータ学習室、デモ展示室、お話しコーナーなどがある。ここでは映画会、おはなし会やパソコン教室などを行っている。2019年10月からは「あかちゃん向けおはなし会」も開催され、0歳からの乳幼児を対象としたものもあり、広い年齢層に向けて行事が行われている。

## サービス
図書館利用者カード（図書貸出証）
市内に在住または通勤、通学している場合に限られる。書籍は1人20冊まで2週間借りることが可能。
新聞・雑誌
雑誌の最新刊は閲覧のみ、バックナンバーについては貸出も可能。新聞は新聞コーナーにて閲覧可能。
DVD・CDなど視聴覚資料
AVコーナーで映画の視聴、音楽鑑賞ができる。CDの館外貸出も可能。1人2枚、2週間借りることが可能。目の不自由な方の視聴の際には、点字図書やカセットテープが利用可能。
リクエスト
希望の本が図書館にないときは、リクエストが可能（市外登録者は除く）。リクエストのあった資料については購入したり、道立図書館など他の図書館から借りることもできる。
予約・取寄
読みたい本が貸出中、または情報図書館の他の館にある場合は、予約・取寄が可能。わからないこと、調べたいことはレファレンスルームにて、いろいろな参考図書を用意されている。
コピーサービス
著作権法の範囲内で、図書館資料を実費（白黒：1枚10円・カラー：1枚50円）コピー可能。
開館時間
本館
火・土 - 10時から19時まで
水・木 - 10時から21時まで
金・日 - 10時から17時まで

休館日
毎週月曜日
図書整理日（毎月第4金曜日）
年末年始（12月29日 - 1月3日）
特別図書整理期間（6月中の1週間）

## 立地
国道12号沿いに位置する。JR北海道「野幌駅」から国道12号へ出て札幌方面に徒歩15分程度。北海道中央バス「野幌公民館前」から徒歩5分、JR北海道バス「情報図書館前」下車すぐ。83台収容可能な駐車場もあり、自転車での来館も可能である。